# Isotomodes xishaensis
Isotomodes xishaensis är en urinsektsart som beskrevs av Chen 1986. Isotomodes xishaensis ingår i släktet Isotomodes och familjen Isotomidae. Inga underarter finns listade i Catalogue of Life.